# Wangfu (socken i Kina, Inre Mongoliet)
Wangfu (kinesiska: 王府, 王府乡) är en socken i Kina. Den ligger i den autonoma regionen Inre Mongoliet, i den norra delen av landet, omkring 590 kilometer öster om regionhuvudstaden Hohhot.
Genomsnittlig årsnederbörd är 550 millimeter. Den regnigaste månaden är juni, med i genomsnitt 144 mm nederbörd, och den torraste är januari, med 3 mm nederbörd.